# Katarzyna Gujska
Katarzyna Gujska est une ancienne joueuse de volley-ball polonaise née le 15 février 1975 à Słupsk. Elle mesure 1,79 m et jouait passeuse. 

## Clubs
| Club              | De        | À         |
| ----------------- | --------- | --------- |
| Czarni Słupsk     | 1993-1994 | 1994-1995 |
| PTPS Piła         | 1995-1996 | 1995-1996 |
| Kolejarz Katowice | 1996-1997 | 1996-1997 |
| Skra Varsovie     | 1997-1998 | 2000-2001 |
| Calisia Kalisz    | 2001-2002 | 2001-2002 |
| Volley Bergamo    | 2002-2003 | 2003-2004 |
| Sirio Perugia     | 2004-2005 | 2004-2005 |
| Volley Bergamo    | 2005-2006 | 2009-2010 |

## Palmarès
- Ligue des champions (3)
  - Vainqueur : 2007, 2009, 2010.
- Coupe de la CEV (2)
  - Vainqueur : 2004, 2005.
- Championnat d'Italie (3)
  - Vainqueur : 2004, 2005, 2006.
- Coupe d'Italie (3)
  - Vainqueur :   2005, 2006, 2008